# Odisha
Odisha (oriya ଓଡ଼ିଶା, fram till 4 november 2011 Orissa) är en delstat i östra Indien. Delstaten är bland annat känd för att vara rik på mineraler.

## Namn
Delstatens namn kommer från sanskrits fras Odra Vishaya eller Odra Desa som syftar till en historisk provins vid Subarnarekhafloden. I både Indiens och Odishas nationalsång används namnet Utkala (oriya ଉତ୍କଳ) som har historiskt syftat bara till de östra delarna av Odisha. År 2018 föreslog delstatens arbetsminister Susanta Singh att delstatens namn i dess nationalsång, som heter Bande Utkala Janani, borde ersättas med "Odisha" för att inte kränka Odishabor i delstatens västra delar.
År 2011 godkände Rajya Sabha en lag som bytte delstatens namn från Orissa till Odisha. Samtidigt blev delstatens officiella språk Odia istället för Oriya på engelska..

## Geografi
1999 drabbades Odisha av en cyklon som krävde 20 000 dödsoffer. Den inre och större delen av delstaten är ett glesare bebott bergland; kustlandet är ett bördigt alluvialdelta, bildat av Mahanadis, Brahmanis och Baitaranis avlagringar. 
Oaktat den i vissa trakter ymniga nederbörden (omkring 1 600 mm) har landet sedan urminnes tider till följd av den bristfälliga regleringen varit utsatt lika mycket för torka som för översvämningar. Så följde på den förskräckliga hungersnöden 1865–1866, som kostade delstaten 1/4 av dess befolkning, 1866 en översvämning, som förorsakade stora skördeförluster. Även cykloner och stormflodsvågor vid kusten anställer svåra förödelser. 

### Distrikt
Distriktsindelning av delstaten: Khurda | Navaragpur | Navapada | Gajapati | Boudh | Bhadrak | Ganjam | Dhenkanal | Angul (även stad) | Puri | Cuttack | Sambalpur | Kalhandi | Koraput | Phulbani | Balangir | Bargah | Debagarh | Jagatsinghpur | Jajpur | Jharsuguda | Kendrapara | Malkangiri | Nayagarh | Rayagada | Sonepur | Balasore | Mayurbhanj | Keonjhar | Sundergarh

## Politik
Delstatens enkammarparlament består av 147 ledamöter. Det största partiet är Biju Janata Dal med 112 ledamöter..
Naveen Patnaik (BJD) har varit Odishas premiärminister sedan 2000. Delstatens guvernör är Ganeshi Lal (BJP) som är ursprungligen från Haryana. Han började i ämbetet år 2018.

## Ekonomi
Odisha har 90 % av de indiska tillgångarna på krom, 70 % av tillgångarna på bauxit och 24 % av tillgångarna på stenkol. Ris utgör förnämsta sädesslaget, men därjämte odlas vete, många slags balj- och oljeväxter, hampa, tobak, bomull och sockerrör m.m. 

## Kultur
Större delen av befolkningen är hinduer (oriya, vilka talar oriya-språket); muslimerna och aboriginstammarna, som behållit sina ursprungliga religionsformer, utgör en mindre del. 
Odisha är hinduernas heliga land. Längs södra stranden av Baitarani ligger en rad helgedomar, uppförda åt Shiva, och staden Jajapur är medelpunkten för Parvatis, Shivas gemåls, dyrkan. För övrigt är varje stad uppfylld med tempel, och varje by har sin helgedom. Men hinduernas nationella vördnad för heliga ställen har i århundraden varit koncentrerad på staden Puri, som är helgad åt Vishnu under benämningen Jagannath.

## Historia
Odisha utgjorde förr ett eget kungarike, vars dynasti utgick omkring 1532, varefter Odisha efter ett halvt århundrades krig 1578 blev en provins i Mogulriket. Nominellt blev det brittiskt 1765, men faktiskt först 1803 efter marathernas besegrande.
Provinsen "Bihar and Orissa" bildades 1 april 1912 som ny provins (lieutenant-governorship) i kejsardömet Indien, sträckande sig från Nepal i norr till Madras i söder samt från den dåvarande provinsen Bengalen i öster till Förenade provinserna och Centralprovinserna i väster och omfattande de tre divisionerna Bihar, Chutia Nagpur och Orissa, som förut tillhört Bengalen. Arealen var 215 430 km² med en folkmängd om 34 490 084 invånare (1911) i det omedelbart brittiska området och 74 195 km² med 3 945 209 invånare (1911) i dithörande vasallstater. Bland vasallstaterna kan nämnas Daspalla, Athmallik, Athgarh och Baramba. Huvudstad var Patna. 
Den sydligaste "divisionen" i ovannämnda provins, på innersta västra kusten av Bengaliska viken var under samma tid också kallad Orissa. Här fanns 35 662 km² med en folkmängd om 5 003 121 invånare (1901). Divisionen bestod av 5 distrikt: Cuttack, Puri, Balasore, Sambalpur och Angul. I bergstrakterna, mellan de brittiska distrikten och Centralprovinserna, låg ett tjugotal vasallstater, av vilka de viktigaste var Mayurbhanj, Keonjhar, Dhenkanal, Baud, Nayagarh, de fem 1905 från Centralprovinserna till Orissa förda Bamra, Rairakhol, Sonpur, Patna och Kalahandi samt två från Chutia Nagpur tagna: Gangpur och Bonai, med en sammanlagd areal av 72 636 km² och med 3 173 395 invånare (1901). Huvudstad var Cuttack.

## Samhälle
Av befolkningen är 54,6 % läskunnig, 62,7 % av männen och 40,4 % av kvinnorna. Urbaniseringsgraden är 15,0 %. Enligt 2011 folkomräkning var hinduism den största religion (93,63 %).